# مراقبة الساحرة
مراقبة الساحرة هي سلسلة مانغا يابانية من تأليف ورسم كينتا شينوهارا، تنشر في مجلة شونن جمب الأسبوعية من قبل دار شوئيشا منذ فبراير 2021 وتم جمعها في 6 تانكوبون.